# Lithiumantimonid
Lithiumantimonid ist eine anorganische intermetallische chemische Verbindung des Lithiums aus der Gruppe der Antimonide.

## Gewinnung und Darstellung
Lithiumantimonid kann durch Reaktion von Lithium mit Antimon bei Temperaturen von etwa 500 °C und hohem Druck gewonnen werden. Beim normalen Erhitzen einer Mischung von Lithium und Antimon vereinigen sich die Elemente unter starker Wärmeentwicklung und Flammenerscheinung in einer so heftigen Reaktion, dass ein Reaktionsprodukt definierter Zusammensetzung auf diese Weise nicht erhalten werden kann. Daneben sind noch weitere Syntheseverfahren bekannt.

## Eigenschaften
Lithiumantimonid ist ein dunkelgrauer bis blauschwarzer, kristalliner Feststoff. Er kommt in zwei polymorphen Kristallstrukturen vor. Entweder in einer kubisch-flächenzentrierten Zelle vom Bismut(III)-fluorid-Strukturtyp und der Raumgruppe Fm3 (Raumgruppen-Nr. 202) oder einer hexagonale Kristallstruktur vom Natriumarsenid-Typ mit der Raumgruppe P63/mmc (Raumgruppen-Nr. 194). Oberhalb von 650 °C liegt die Verbindung in der hexagonalen Form vor, wobei diese durch schnelles abkühlen auch bei Raumtemperatur als metastabile Form erhalten werden kann. Lithiumantimonid ist ein sehr sprödes, extrem luft- und feuchtigkeitsempfindliches Material, das besondere Sorgfalt bei der Lagerung und Handhabung erfordert. Bei Kontakt mit Wasser zersetzt es sich unter Abgabe von Wasserstoff.

## Verwendung
Lithiumantimonid wird als Material für Lithiumbatterien und thermoelektrische Anwendungen untersucht.